# August Kaiser
August Kaiser (28. června 1850 Vídeň – 7. dubna 1908 Javorník) byl rakouský pedagog a politik německé národnosti působící v Slezsku, na konci 19. století poslanec Říšské rady.

## Biografie
Profesí byl pedagogem a politikem. Vystudoval Theresianum a pak studoval filozofii a práva (později i zemědělství) na Vídeňské univerzitě. Během vysokoškolských studií se zapojil do německého národního hnutí. Od roku 1878 vyučoval na zemědělské střední škole ve slezských Horních Heřmanicích.
V 80. letech 19. století se zapojil i do celostátní politiky. V doplňovacích volbách roku 1888 byl zvolen do Říšské rady (celostátní zákonodárný sbor) za kurii venkovských obcí, obvod Bruntál, Frývaldov atd. Nastoupil 7. prosince 1888 místo Eduarda Siegla. Za týž obvod uspěl i v řádných volbách do Říšské rady roku 1891, volbách do Říšské rady roku 1897 a volbách do Říšské rady roku 1901. V roce 1897 se profesně uvádí jako profesor na střední zemědělské škole v Horních Heřmanicích, bytem v Javorníku.
V roce 1890 se uvádí jako poslanec bez klubové příslušnosti, ovšem s poznámkou, že náleží do skupiny antisemitů. Zpočátku patřil do okruhu stoupenců Georga von Schönerera. V roce 1890 se ovšem připojil k nacionální Německé lidové straně a v jejím rámci zastupoval německojazyčné slezské zemědělce a malopodnikatele. V roce 1897 se stal předsedou strany. Vedl tehdy ostrý opoziční boj a obstrukce proti Badeniho jazykovým nařízením, která měla zvýšit úřední status češtiny. V této době podporoval celkový rozchod Německé lidové strany s všeněmci a mezi oběma proudy nacionální německé politiky tehdy došlo k střetům.
V roce 1901 se za Německou lidovou stranu stal prvním místopředsedou Poslanecké sněmovny Říšské rady. Patřil mezi znalce jednacích řádů a politických procesů. V době před rokem 1907 odmítal koncept rovného a všeobecného volebního práva a prosazoval místo toho systém, v němž by někteří voliči měli více hlasů. Od roku 1907 byl předsedou Německého agrárního svazu (Německá agrární strana).
Uspěl i ve volbách do Říšské rady roku 1907, konaných poprvé podle rovného a všeobecného práva. Zvolen byl za obvod Slezsko 7 (Javorník, Vidnava, Frývaldov). Usedl do poslanecké frakce Německý národní svaz (Deutscher Nationalverband), v jehož rámci byl členem Německé agrární strany. V parlamentu setrval do své smrti roku 1908. Pak ho po doplňovacích volbách nahradil německý sociální demokrat Rudolf Müller.
Zemřel v dubnu 1908. Příčinou byla nákaza snětí slezinnou.